# Fournisseur breveté (Monaco)
 (avril 2025).

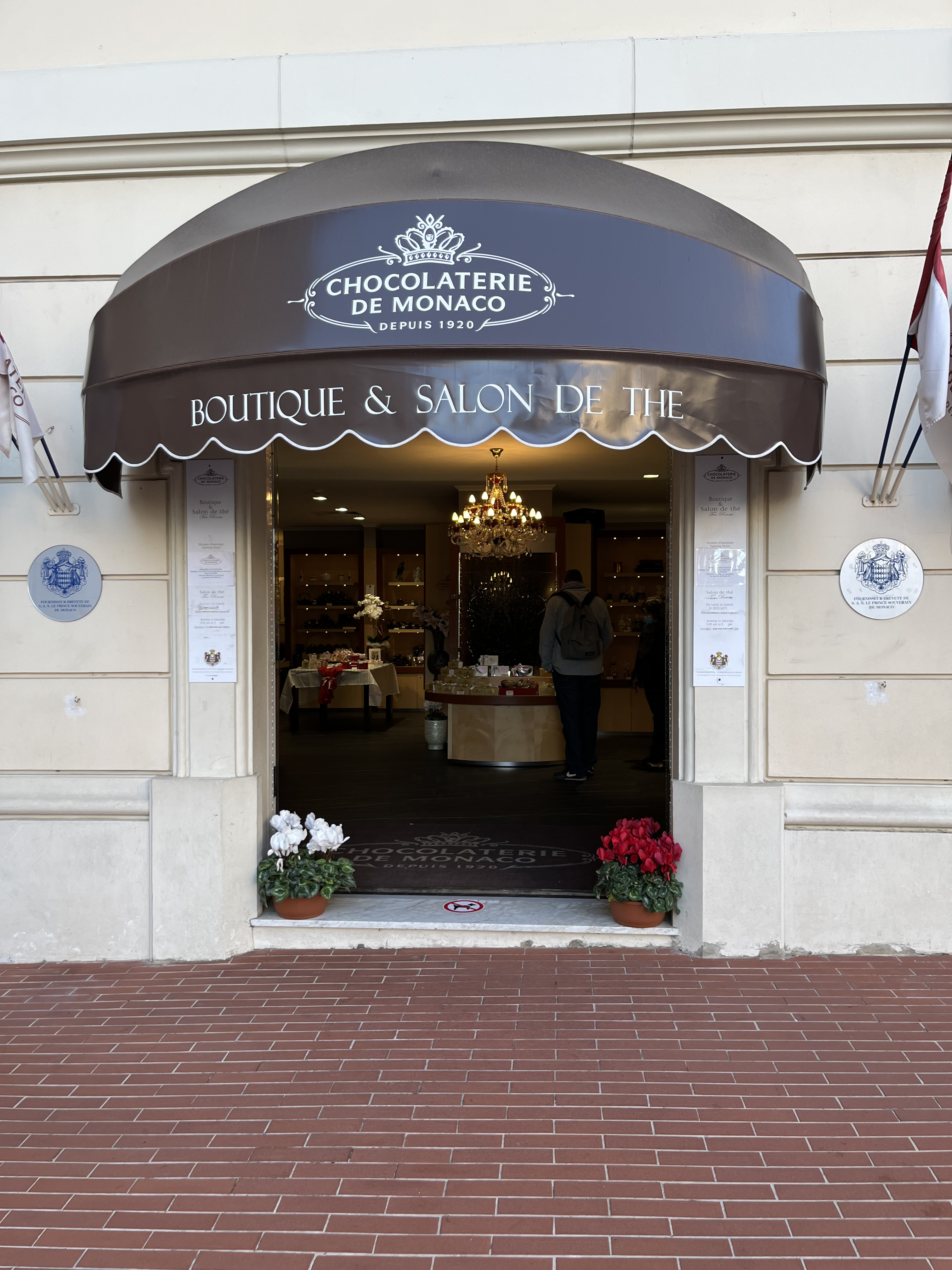
Boutique de la Chocolaterie de Monaco, sur le Rocher, fournisseur breveté dont le titre a été prorogé en 2021. Deux plaques figurent à droite et à gauche de l'entrée, avec l'inscription Fournisseur breveté de SAS le Prince souverain de Monaco.

Fournisseur breveté (en forme courte) est un titre octroyant un brevet dans la principauté de Monaco qui est accordé par le prince, sa conjointe ou le prince ou princesse héréditaire.

## Cadre juridique
Le titre de « fournisseur breveté » est réglementé par décision souveraine du 5 mai 1976 réglementant l'attribution du titre de fournisseur breveté de Leurs Altesses Sérénissimes, publiée au Journal de Monaco du 14 mai 1976. Le titre est « accordé sur demande pour une période de dix années renouvelable » par décision souveraine, par le prince de Monaco, sa conjointe ou le prince ou princesse héréditaire. L'octroi de ce brevet « confère à son récipiendaire l'autorisation d'utiliser les armoiries princières », « avec discrétion et bon goût » accompagnées des mentions Fournisseur breveté de SAS le Prince souverain de Monaco, Fournisseur breveté de SAS la Princesse Grace de Monaco, Fournisseur breveté de SAS le Prince héréditaire de Monaco ou bien Fournisseur breveté de SAS la Princesse héréditaire de Monaco, notamment sur les locaux du fournisseur et sur ses produits. La décision souveraine de 1976 précise également que le titre peut être retiré à tout moment et devient caduque selon plusieurs dispositions. Elle fixe en outre des interdictions aux détenteurs du titre relatives à l'association de leur image avec la famille princière ou l'utilisation du titre à des fins publicitaires ou promotionnelles.